# Danh sách đĩa nhạc của Take That
Danh sách đĩa hát của Take That, một ban nhạc pop Anh, gồm 7 album phòng thu, 2 abum tổng hợp, 31 đĩa đơn, 2 album trực tiếp, 1 extended play và 14 album video.

## Các album

### Album phòng thu
| Tiêu đề                                            | Chi tiết album                                                                                     | Các thứ hạng cao nhất | Các thứ hạng cao nhất | Các thứ hạng cao nhất | Các thứ hạng cao nhất | Các thứ hạng cao nhất | Các thứ hạng cao nhất | Các thứ hạng cao nhất | Các thứ hạng cao nhất | Các thứ hạng cao nhất | Các thứ hạng cao nhất | Doanh số        | Certifications |
| Tiêu đề                                            | Chi tiết album                                                                                     | UK                    | AUS                   | AUT                   | DEN                   | GER                   | IRE                   | ITA                   | NLD                   | SWE                   | SWI                   | Doanh số        | Certifications |
| -------------------------------------------------- | -------------------------------------------------------------------------------------------------- | --------------------- | --------------------- | --------------------- | --------------------- | --------------------- | --------------------- | --------------------- | --------------------- | --------------------- | --------------------- | --------------- | --- |
| Take That & Party                                  | - Phát hành: ngày 17 tháng 8 năm 1992 - Nhãn: RCA (#74321109232) - Định dạng: CD, cassette         | 2                     | —                     | —                     | —                     | 28                    | 8                     | —                     | 21                    | 38                    | —                     |                 | - UK: 2× Platinum |
| Everything Changes                                 | - Phát hành: ngày 23 tháng 10 năm 1993 - Nhãn: RCA (#74321169262) - Định dạng: CD, cassette, vinyl | 1                     | 24                    | 7                     | 6                     | 4                     | 4                     | 13                    | 3                     | 27                    | 9                     | - WW: 3,000,000 | - UK: 4× Platinum - AUT: Gold - GER: Platinum - ITA: Platinum - NLD: Platinum - SWE: Gold - SWI: Platinum                                       |
| Nobody Else                                        | - Phát hành: ngày 8 tháng 5 năm 1995 - Nhãn: RCA (#74321279092) - Định dạng: CD, cassette          | 1                     | 2                     | 1                     | 3                     | 1                     | 1                     | 1                     | 1                     | 7                     | 1                     |                 | - UK: 2× Platinum - AUS: Gold - AUT: Gold - GER: Gold - ITA: 4× Platinum - NLD: Gold - SWE: Gold - SWI: Gold                                    |
| Beautiful World                                    | - Phát hành: ngày 27 tháng 11 năm 2006 - Nhãn: Polydor (#1715551) - Định dạng: CD, Tải nhạc        | 1                     | 32                    | 8                     | 2                     | 2                     | 1                     | 25                    | 33                    | 40                    | 6                     | - UK: 2,820,079 | - UK: 9× Platinum - DEN: Platinum - GER: Platinum - IRE: 2× Platinum - ITA: Gold - SWI: Gold                                                    |
| The Circus                                         | - Phát hành: ngày 1 tháng 12 năm 2008 - Nhãn: Polydor (#1787444) - Định dạng: CD, Tải nhạc         | 1                     | —                     | 42                    | 13                    | 14                    | 1                     | 32                    | 68                    | 25                    | 22                    | - UK: 2,200,000 | - UK: 7× Platinum - DEN: Gold - IRE: 8× Platinum                                                                                                |
| Progress                                           | - Phát hành: ngày 15 tháng 11 năm 2010 - Nhãn: Polydor (#275592-7) - Định dạng: CD, Tải nhạc       | 1                     | 65                    | 2                     | 1                     | 1                     | 1                     | 3                     | 4                     | 7                     | 2                     | - UK: 2,800,000 | - UK: 8× Platinum - AUT: Platinum - DEN: 2× Platinum - GER: Platinum - IRE: 6× Platinum - ITA: Platinum - NLD: Platinum - SWE: Gold - SWI: Gold |
| III                                                | - Phát hành: ngày 1 tháng 12 năm 2014 - Nhãn: Polydor (#4709218) - Định dạng: CD, Tải nhạc         | 1                     | —                     | —                     | 23                    | 26                    | 6                     | 39                    | 64                    | —                     | 59                    |                 | - UK: Platinum |
| "—" là các album chưa xếp hạng hoặc chưa phát hành | |                       |                       |                       |                       |                       |                       |                       |                       |                       |                       |                 | |

### Album trực tiếp
| Tiêu đề                                               | Chi tiết album                                                                   | Các thứ hạng cao nhất | Các thứ hạng cao nhất | Doanh số      | Certifications                 |
| Tiêu đề                                               | Chi tiết album                                                                   | UK                    | IRE                   | Doanh số      | Certifications                 |
| ----------------------------------------------------- | -------------------------------------------------------------------------------- | --------------------- | --------------------- | ------------- | ------------------------------ |
| The Greatest Day – Take That Present: The Circus Live | - Phát hành: ngày 30 tháng 11 năm 2009 - Nhãn: Polydor - Định dạng: CD, Tải nhạc | 3                     | 16                    | - UK: 514,403 | - UK: Platinum - IRE: Platinum |
| Progress Live                                         | - Phát hành: ngày 28 tháng 11 năm 2011 - Nhãn: Polydor - Định dạng: CD, Tải nhạc | 12                    | 24                    | - UK: 200,000 | - UK: Gold                     |

### Album tổng hợp
| Tiêu đề                                            | Chi tiết album                                                                              | Các thứ hạng cao nhất | Các thứ hạng cao nhất | Các thứ hạng cao nhất | Các thứ hạng cao nhất | Các thứ hạng cao nhất | Các thứ hạng cao nhất | Các thứ hạng cao nhất | Các thứ hạng cao nhất | Các thứ hạng cao nhất | Các thứ hạng cao nhất | Doanh số        | Certifications                                                                                            |
| Tiêu đề                                            | Chi tiết album                                                                              | UK                    | AUS                   | AUT                   | DEN                   | GER                   | IRE                   | ITA                   | NLD                   | SWE                   | SWI                   | Doanh số        | Certifications                                                                                            |
| -------------------------------------------------- | ------------------------------------------------------------------------------------------- | --------------------- | --------------------- | --------------------- | --------------------- | --------------------- | --------------------- | --------------------- | --------------------- | --------------------- | --------------------- | --------------- | --- |
| Greatest Hits                                      | - Phát hành: ngày 1 tháng 3 năm 1996 - Nhãn: RCA (#74321355582) - Định dạng: CD, cassette   | 1                     | 10                    | 1                     | 1                     | 1                     | 1                     | 1                     | 1                     | 4                     | 2                     | - UK: 1,060,376 | - UK: 3× Platinum - AUS: Gold - AUT: Platinum - GER: Platinum - NLD: Platinum - SWE: Gold - SWI: Platinum |
| The Best of Take That                              | - Phát hành: ngày 17 tháng 10 năm 2001 - Nhãn: Calipso - Định dạng: CD, cassette            | —                     | —                     | —                     | —                     | —                     | —                     | —                     | —                     | —                     | —                     |                 | |
| Forever... Greatest Hits                           | - Phát hành: ngày 21 tháng 3 năm 2002 - Nhãn: BMG - Định dạng: CD, cassette                 | —                     | —                     | —                     | —                     | —                     | —                     | —                     | —                     | —                     | —                     |                 | |
| Never Forget – The Ultimate Collection             | - Phát hành: ngày 14 tháng 11 năm 2005 - Nhãn: RCA (#82876748522) - Định dạng: CD, Tải nhạc | 2                     | 72                    | —                     | —                     | 91                    | 12                    | —                     | —                     | —                     | 73                    | - 2,094,070     | - UK: 7× Platinum - IRE: 2× Platinum                                                                      |
| "—" là các album chưa xếp hạng hoặc chưa phát hành |                                                                                             |                       |                       |                       |                       |                       |                       |                       |                       |                       |                       |                 | |